# Bob Kaufman
Bob Kaufman est un poète américain né à La Nouvelle-Orléans le 18 avril 1925 et mort à San Francisco le 12 janvier 1986.
Issu d'une famille nombreuse et pauvre, Bob Kaufman s'engage très jeune dans la marine marchande, ce qui lui permet d'assouvir son goût du voyage. Rentré aux États-Unis, il entame des études à New York où il rencontre William S. Burroughs, Allen Ginsberg et Lawrence Ferlinghetti. Son  œuvre subit les influences du jazz et de la littérature française (Camus). Désabusé face à la violence du monde, il sombre dans la violence et la drogue. En 1963, à la suite de l'assassinat de John Fitzgerald Kennedy, Kaufman fait vœu de silence. Il ne rompra ce vœu qu'en 1973. En 1966, l'éditrice Mary Beach trouve, dans une corbeille de la librairie City Lights, un dossier de cuir contenant des poèmes inédits de Bob Kaufman. Elle réussit alors à convaincre Lawrence Ferlinghetti de publier ces poèmes, sous le titre de Golden Sardine. À la suite de la fin de son vœu de silence, le volume The Ancient Rain (1981) présente de nouveaux poèmes. Kaufman meurt en 1986, dans un état de pauvreté et de délabrement physique.

## Publications
- Solitudes Crowded with Loneliness (New Directions, 1965)
- Golden Sardine (City Lights, 1967)
- Ancient Rain : Poems 1956-1978 (New Directions, 1981)
- Cranial Guitar : Selected Poems by Bob Kaufman (Coffee House Press, 1996)
- NOTE : Watch My Tracks (Knopf, 1971) : ce livre est celui d'un homonyme - c'est en fait un livre pour enfants, qui n'a rien à voir avec le poète.

### Traductions en français
- Solitudes, 10/18, 1966. Traduction de Mary Beach et Claude Pélieu.
- Les Cahiers de l'Herne : William Burroughs, Claude Pélieu, Bob Kaufman, 1968. Traduction de Mary Beach et Claude Pélieu.
- Sardine dorée, Christian Bourgois, 1976. Traduction de Mary Beach, Claude Pélieu, Jacques François.
- Sardine dorée / Solitudes, Christian Bourgois, 1997
- Des solitudes peuplées d'abandon, Le Réalgar, 2024. Traduction de Marie Schermesser.
- Sardine dorée, Le Réalgar, 2025. Traduction de Marie Schermesser.

### Enregistrement audio
- En 1970 Claude Delcloo et le Full Moons Ensemble, dans « Crowded With Loneliness » sur disque CBS, dans  un Tribute  "To Bob Kaufman" nous offrent de superbes interprétations en français de textes de Bob Kaufman d’après des traductions en Copyright aux Éditions Christian Bourgois – L’interprétation de la percussionniste et voix « Sarah »est inoubliable.

Disque CBS - S 64267 Label ATK : 
face 1 :   43 W. 87th Street -  "Memoires De
Guerre" -  Samba Miaou - "Renvoyez-Les" - Samba Miaou - "Benediction" - 43 W. 87th Street - "Peut-Etre"

### Articles de Wikipédia
- Beat generation